# 1942 en Bretagne
 Chronologie de la Bretagne
- 1938
- 1939
- 1940
- 1941
- 1942
- 1943
- 1944
- 1945
- 1946

Cette page recense des événements qui se sont produits durant l'année 1942 en Bretagne.

## Seconde Guerre mondiale
- 28 mars : raid des commandos britanniques sur le port de Saint-Nazaire. Le but de ce raid était la destruction de la forme-écluse qui avait servi pour la construction du Jean-Bart et qui, parmi les ports de l'Atlantique, était seule capable de recevoir le cuirassé allemand Tirpitz. Pour atteindre leur objectif, les Britanniques enfoncèrent la porte de l'écluse avec le vieux destroyer HMS Campbeltown, bourré d'explosifs. L'explosion détruisit la forme-écluse et fit 400 victimes parmi les Allemands mais aussi au sein de la population civile française, provoquant en outre d'énormes dégâts dans le port. Les pertes des commandos britanniques s'élevèrent à 169 morts.